# Belgorod (tỉnh)
Belgorod Oblast (tiếng Nga: Белгоро́дская о́бласть, Belgorodskaya oblast) là một chủ thể liên bang của Nga (một tỉnh), giáp biên giới với các tỉnh Sumy, Kharkiv và Luhansk của Ukraina. Trung tâm hành chính là thành phố Belgorod. Dân số 1.511.620 (điều tra 2002); 1.380.723 (điều tra 1989).